# Annie Agopian
Pour les articles homonymes, voir Agopian.
 (juin 2024).
Annie Agopian, née au Cameroun le 26 novembre 1956, est une femme de lettres française d'origine arménienne, auteure d'ouvrages de littérature d'enfance et de jeunesse.

## Biographie
Elle vit son enfance entre Madagascar et Aix-en-Provence.
Elle écrit longtemps pour la publicité et la presse, puis publie en 1994 son premier ouvrage pour la jeunesse. Elle anime également des rencontres-lectures en classes primaires, ainsi que des ateliers d’écriture pour les enfants, les jeunes et les adultes. Elle travaille principalement pour les éditions Didier Jeunesse et pour les éditions du Rouergue.
Elle s'est établie à Aulas.

## Œuvres
- Où va l'eau de la baignoire ?  (ill. Charlotte Mollet), Paris, Didier Jeunesse, coll. « Les yeux derrière la tête », janvier 1994, 24 p., 22 x 29 cm (ISBN 978-2-278-05022-2)
- Où vont les heures de la nuit ?  (ill. Charlotte Mollet), Paris, Didier Jeunesse, coll. « Les yeux derrière la tête », 1er mars 1995, 24 p., 22 x 29 cm (ISBN 978-2-278-05099-4)
- Siam et Maïs  (ill. Charlotte Mollet), Rodez, Rouergue, 1er mars 1995, 26 p., 20,6 x 20,5 cm (ISBN 978-2-84156-000-4)
- Le Billet bleu  (ill. Charlotte Mollet), Rodez, Rouergue, 26 octobre 1995, 36 p., 20,7 x 20,7 cm (ISBN 978-2-84156-011-0)
- Au petit bonheur la chance  (ill. Olivier Douzou), Rodez, Rouergue, 5 septembre 1996, 36 p., 17,8 x 17,8 cm (ISBN 978-2-84156-044-8)
- Ange  (ill. Régis Lejonc), Rodez, Rouergue, 28 mai 1998, 45 p., 20,7 x 20,7 cm (ISBN 978-2-84156-087-5)
- Dans 3500 mercredis  (ill. Claire Franek), Rodez, Rouergue, 7 octobre 1998, 44 p., 20,7 x 20,7 cm (ISBN 978-2-84156-161-2)
- Planète dimanche  (ill. Christophe Hamery (Cristof Amri)), Rodez, Rouergue, 16 novembre 2000, 22 p., 20,7 x 20,7 cm (ISBN 978-2-84156-251-0)
- Port-Cros, souvenirs protégés  (ill. Lynda Corazza), Rodez, Rouergue, 30 novembre 2001, 50 p., 12,7 x 12,7 cm (ISBN 978-2-84156-329-6)
- Les Très Grands Voyageurs  (ill. Mayako Kameda), Paris, Thierry Magnier, 26 novembre 2003, 28 p., 15,5 x 21,5 cm (ISBN 978-2-84420-260-4)
- Moins une : 41 semaines, 287 jours, 6888 heures, 413280 minutes  (ill. Claire Franek), Arles, Rouergue, 14 septembre 2005, 40 p., 20,5 x 20,5 cm (ISBN 978-2-84156-675-4)
- Nioui et Ninon  (ill. Nathalie Choux), Arles, Rouergue, 13 septembre 2006, 38 p., 17,5 x 17,5 cm (ISBN 978-2-84156-771-3)
- Le Roi du silence  (ill. Beppe Giacobbe), Arles, Rouergue, 14 mars 2007, 34 p., 17,5 x 18 cm (ISBN 978-2-84156-820-8, BNF 40987527)
- Le Jeu de cette famille  (ill. Claire Franek), Arles, Rouergue, 6 avril 2009, 16 p., 17,5 x 18 cm (ISBN 978-2-8126-0021-0, BNF 42024928)
- Neuf couleurs de peur  (ill. Marc Daniau), Andernos-les-Bains, L'Édune, coll. « Tabous », 4 mars 2010, 36 p., 26 x 20,5 cm (ISBN 978-2-35319-046-1, BNF 42157593)
- Le Trou  (ill. Alfred), Arles, Rouergue, 27 mars 2010, 54 p., 20,5 x 20,5 cm (ISBN 978-2-84156-993-9, BNF 42216992)
- Plus loin que le bec des hirondelles  (ill. Magali Bardos), Arles, Rouergue, 1er mai 2011, 42 p., 20 x 20 cm (ISBN 978-2-8126-0231-3, BNF 42456301)
- Tout le monde à dos  (ill. Claire Franek), Arles, Rouergue, 25 octobre 2011, 32 p., 20 x 20 cm (ISBN 978-2-8126-0259-7, BNF 42552713)
- Moi à travers les murs  (ill. Audrey Calléja), Arles, Rouergue, 15 avril 2015, 40 p., 27,2 x 20,5 cm (ISBN 978-2-8126-0860-5, BNF 44308604)
- Dans la tête d'Albert, éditions Thierry Magnier , 2015   (ISBN 9782364747241)
- Des mots pour la nuit, avec Albertine Zullo, éd. La Joie de lire, 2017
- Tout ou presque sur les bisous volants, texte Annie Agopian, illustrations Régis Lejonc, musiques Bertrand Bonnefon, Thierry Cestac, Stéphane Erny ; Annie Agopian, voix, éd. Benjamins media, 2020 - livre-CD
- Les bottes à Splatchhh ... et autres mini-délices inquiétants, illustrations de Albertine Zullo, A pas de loup, 2020
- Les neuf vies extraordinaires de la princesse Gaya, textes de Annie Agopian, Fred Bernard, Anne Cortey et al., illustrations de Régis Lejonc, Little urban, 2023